# Канијак ди Кос
Канијак ди Кос (фр. Caniac-du-Causse) насеље је и општина у јужној Француској у региону Миди Пирене, у департману Лот која припада префектури Гурдон.
По подацима из 2011. године у општини је живело 344 становника, а густина насељености је износила 9,83 становника/km². Општина се простире на површини од 35 km². Налази се на средњој надморској висини од 350 метара (максималној 465 m, а минималној 309 m).

## Демографија
| 1962. | 1968. | 1975. | 1982. | 1990. | 1999. | 2011. |
| ----- | ----- | ----- | ----- | ----- | ----- | ----- |
| 189   | 228   | 207   | 245   | 246   | 246   | 344   |

График промене броја становника у току последњих година